# マルクス・アウレリウスの記念柱

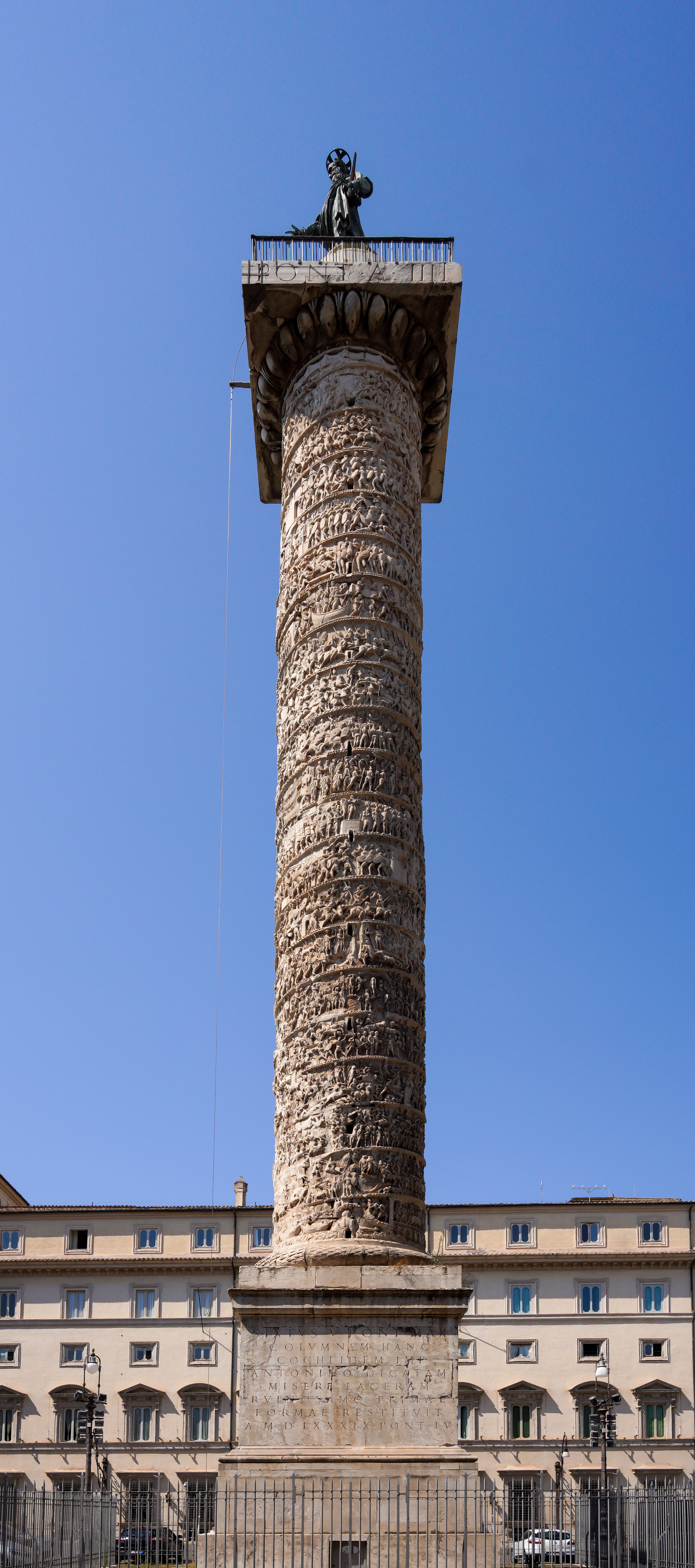
コロンナ広場にあるマルクス・アウレリウスの記念柱

マルクス・アウレリウスの記念柱（ラテン語: Columna Centenaria Divorum Marci et Faustinae、イタリア語: Colonna di Marco Aurelio）は、ドーリア式円柱に螺旋状のレリーフが施されたもので、トラヤヌスの記念柱にならって皇帝マルクス・アウレリウス・アントニヌスの栄誉を称えて建設されたものである。今もローマの元々の場所に建っており、首相官邸であるキージ宮殿の前のコロンナ広場にある。

## 建築
当初の奉納の碑文は破壊されたため、マルクス・アウレリウス帝の生前に建設されたのか（176年のマルコマンニ族、クアディ族、サルマタイ人への勝利以降）、あるいは180年の死後に建設されたのかも不明である。しかし、付近で発見された金石文には193年に完成したことが記されていた。
当時のローマの地勢から見ると、この柱はカンプス・マルティウスの北の方に立っていて、その場所は広場の真ん中だった。この広場はハドリアヌス神殿（ファサードのみ現存）とマルクス・アウレリウス神殿（息子コンモドゥスが建設したが、現存しない。おそらくウェデキンド宮殿のある場所にあった）の間にあったか、あるいは後者の聖域（これも全く現存しない）の中にあった。この場所の近くで皇帝が火葬された。
円柱本体の高さは29.60メートル（約100ローマンフィート）で、高さ10メートルの土台に載っており、元々はさらに3メートルの高さの基礎がその下にあった。したがって、記念柱の全高は41.95メートルだった。1589年に復元した際、3メートルの基礎部分は地面の下になった。
円柱は27個か28個のカッラーラ産大理石のブロックで構成され、それぞれ直径3.7メートルで内側は螺旋階段が掘られており、階段は全部で190段から200段ある。トラヤヌスの記念柱と同様、この階段はレリーフにある細いスリットから採光するようになっている。

### レリーフ

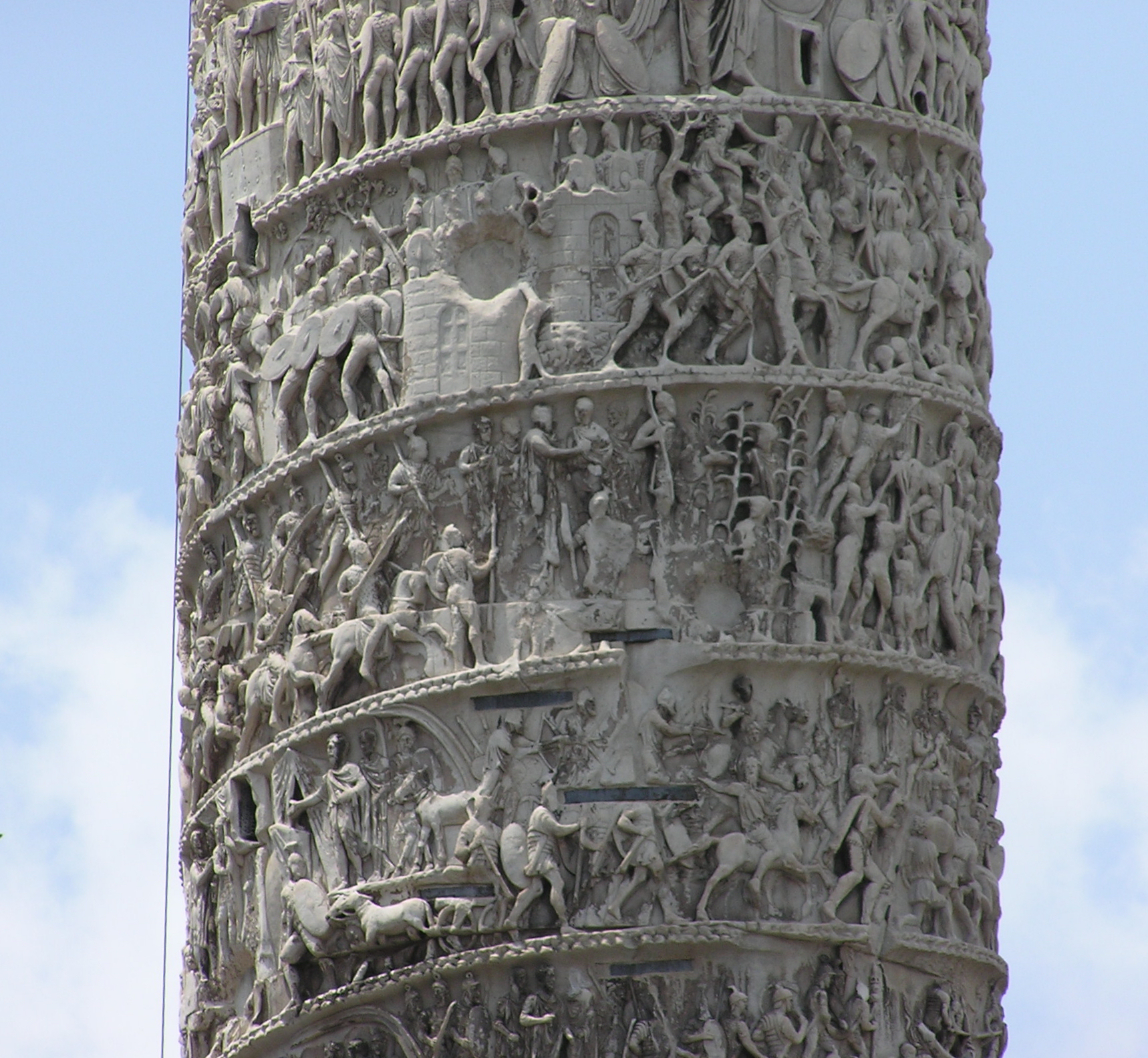
記念柱のアップ。内部の階段の明かり取り用のスリットが4箇所に見えている。

螺旋状のレリーフは、166年からマルクス・アウレリウス帝の死の直前まで行われたマルコマンニ戦争の物語を描いたものである。描かれている物語の始まりは軍がドナウ川を渡る場面である。カルヌントゥム付近のことだとされている。2度の遠征の間にはウィクトーリアが描かれている。描かれている事象が時系列的に正確かどうかは議論が分かれているが、最新の研究ではマルコマンニ族とクアディ族に対する遠征は172年から173年にかけてのことで、記念柱の下半分に描かれており、上半分には174年から175年にかけてのサルマタイ人との戦いでの勝利を描いているというのが定説である。
クアディ族の領域に侵入して苦戦していたとき、皇帝が神に祈りを捧げるとそれに応えるように嵐が起きてローマ軍を助けたという出来事も描かれているが、後にキリスト教徒によってその神はキリスト教の神だとされた。
トラヤヌスの記念柱と多くの点で似ているが、レリーフの様式は全く異なり、3世紀の劇的な様式の先駆者として直後に建設されたセプティミウス・セウェルスの凱旋門と密接に関連している。描かれている人物の頭部は不釣合いに大きく、表情が判りやすくなっている。トラヤヌスの記念柱よりも彫刻の精巧さは劣るが、彫りを深くすることで陰影を強くして見やすくしている。村は焼かれ、女子供は捕らえられて連行され、男たちは殺されるという場面で、「未開人」たちの絶望と苦しみがそのシーンと人物の表情や動きで表現されており、一方で皇帝は主人公として周囲を取り仕切っている様に描かれている。
一見して不器用で2世紀前半のトラヤヌスの記念柱の芸術的様式とは全く異なる印象を与えるが、記号言語としての意味はより明確で表現力が大きい。トラヤヌスの記念柱は冷静で落ち着いたバランスを保っているが、マルクス・アウレリウスの記念柱は劇的で感情的である。絵としての意味は明白である。帝国の優位性と権威が強調され、そのリーダーシップが正当化されている。全体として、芸術様式の古典後期への進化を予感させ、3世紀にさらに悪化するローマ帝国の危機を芸術で表現した最初のものと言える。

## 建設後の歴史
現在この記念柱はキージ宮殿の前の広場の中心的存在となっている。

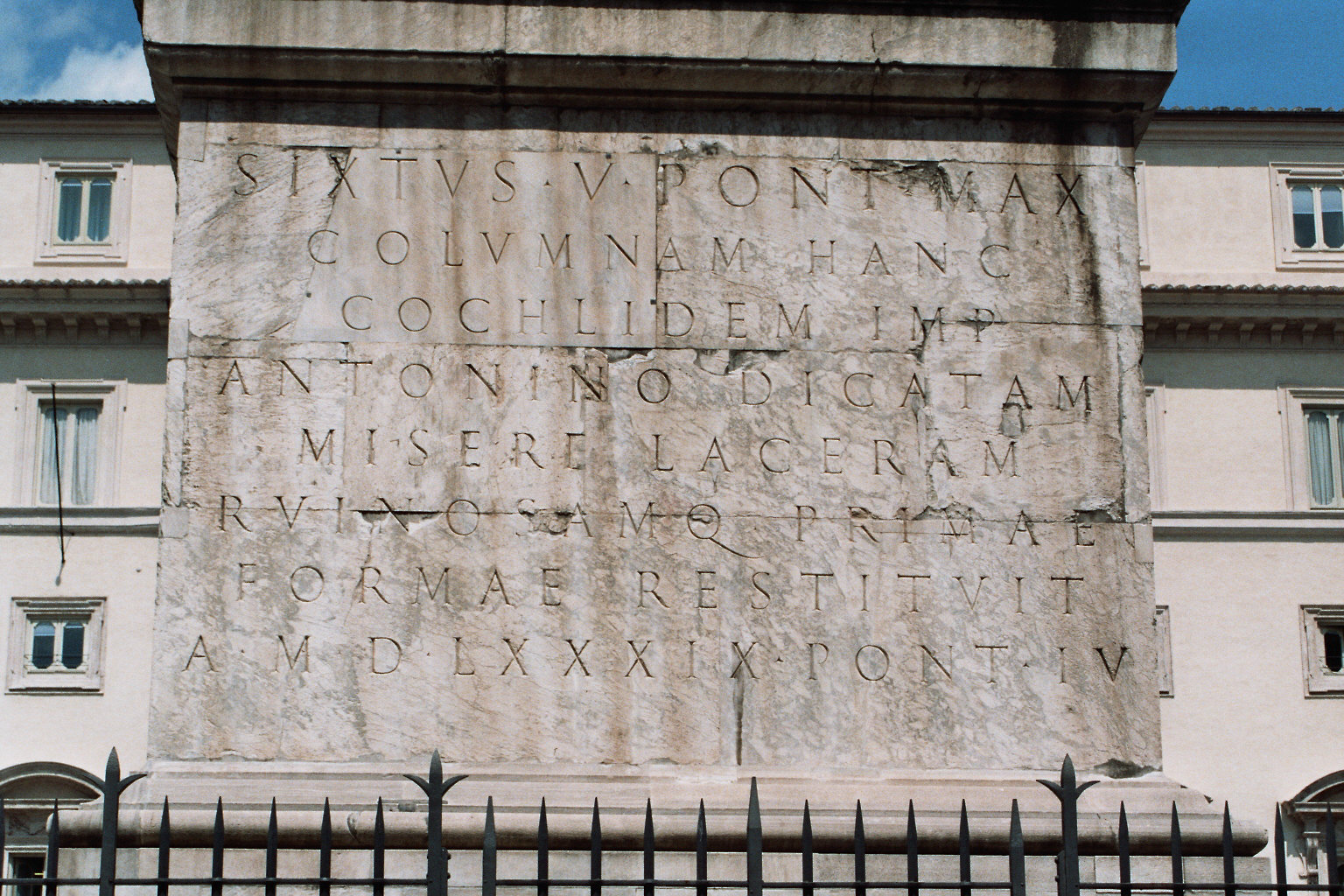
復元について記した碑文

### 復元
1589年、教皇シクストゥス5世の命によってドメニコ・フォンターナが復元した際、当時の地面の高さのままで復元したため、高さ3メートルの基礎部分は地面の下に隠されることになった。またトラヤヌスの記念柱に聖ペトロ像を設置したのに続いて、1588年10月27日、こちらの記念柱の頂上には聖パウロ像を設置した（元々はマルクス・アウレリウスの像があったとされているが、当時既に失われていた）。この復元の際、フラミニア街道に面していた土台のレリーフ（ウィクトーリアと敵対した未開人が描かれていた）が削り取られ、次のような碑文が刻まれた。この碑文ではこの記念柱をアントニヌス・ピウスの記念柱と取り違えているが、現在ではその記念柱は失われたことがわかっている。
| SIXTVS V PONT MAXM COLVMNAM HANC COCLIDEM IMP ANTONINO DICATAM MISERE LACERAM RVINOSAMQ(UE) PRIMAE FORMAE RESTITVIT A. MDLXXXIX PONT IV | （シクストゥス5世、大祭司（またはローマ教皇）は、皇帝アントニヌスに捧げられ、ひどく破壊されていた、この螺旋柱をもとの形に復元した。1589年、教皇職4年目） |